# Buceș
Buceș (en hongrois : Bucsesd) est une commune du Județ de Hunedoara en Transylvanie, (Roumanie).